# Errico Ortese
Errico Francesco Ortese (Brindisi, 28 agosto 1929 – Brindisi, 12 maggio 2015) è stato un politico italiano.

## Biografia
Nato a Brindisi nel 1929, figlio di operai edili, al termine della seconda guerra mondiale iniziò la carriera di sindacalista presso la Cgil. Nel 1948 prese parte ai moti popolari di Brindisi.
Militò politicamente nelle file del Partito Socialista Italiano, del quale fu anche dirigente locale ed esponente della cosiddetta "sinistra socialista", e venne più volte eletto consigliere nella sua città e alla Provincia di Brindisi, dove ricoprì anche la carica di vicepresidente dell'ente.
Dal 1985 al 1987 fu sindaco di Brindisi. Riconfermato nella consiliatura nel 1990, rivestì l'incarico di capogruppo PSI e infine si allontanò definitivamente dalla scena politica dopo le inchieste giudiziarie di Tangentopoli che colpirono l'amministrazione comunale.
Morì a Brindisi il 12 maggio 2015 all'età di ottantacinque anni.